# Amguillis
Amguillis est une localité malienne, située dans la région de Kidal.

## Géographie

### Situation
Elle est distante de 110 km de la ville de Kidal, et située entre Aguel'hoc et Kidal au Mali.